# تحليل الانحدار
تحليل الانحدار أو تحليل الانكفاء أو تحليل انكفائي (بالإنجليزية: regression analysis)‏ هو كل طريقة إحصائية يتم فيها التنبؤ بمتوسط متغير عشوائي أو عدة متغيرات عشوائية اعتمادا على قيم وقياسات متغيرات عشوائية أخرى. له عدة أنواع مثل: الانحدار الخطي، والانحدار اللوجستي، وانحدار بواسون، والتعليم المراقب والانحدار موزون الوحدة.
تحليل الانحدار هو أكثر من عملية ملائمة منحنى (أي اختيار المنحنى الأكثر ملائمة لمجموعة نقاط بيانية معطاة) فهو يتضمن ملائمة نموذج باستخدام مكونات حتمية واعتباطية. المكونات الحتمية تدعى المتنبئات أما المكونات الاعتباطية فتدعى الخطأ.
الشكل الأبسط لنموذج الانحدار يحوي متغيرا تابعا (غير مستقل) (يدعى أيضا متغير الخرج، أو المتغير الداخلي أو المتغير ع) إضافة إلى متغير مستقل (يدعى العامل، أو المتغير الخارجي، أو المتغير-س).
من الأمثلة النموذجية على تحليل الانحدار: اعتماد ضغط الدم Y على عمر الشخص X، أو اعتماد الوزن لحيوانات التجربة Y على معدل التغذية اليومي X. هذا الارتباط والتابعية بين X وY هي ما ندعوه بالانحدار أو الارتباط فنقول ارتباط Y ب X.
ويلاحظ من ذلك أن نموذج الانحدار يعتمد دائماً على علاقة السببية بمعنى ان يكون التغير في المتغير المستقل مسببا رئيسيا للتغير في المتغير التابع.
ونظرية تحليل الانحدار تعتمد على النظرية الاقتصادية بين متغيرين أي أنها تفترض ثبات العوامل الأخرى.

## الانحدار الخطي

مثال لانحدار خطي.

في الانحدار الخطي، تكون مواصفات هذا النموذج بشرط أن المتغير المستقل،{\displaystyle y_{i}} هو توافيق خطية للوسيط. مثلاً، في الانحدار الخطي البسيط ولعمل نموذج {\displaystyle n} من النقاط البيانية يوجد متغير: {\displaystyle x_{i}}، ووسيطين، {\displaystyle \beta _{0}} و{\displaystyle \beta _{1}}:
الخط المستقيم: {\displaystyle y_{i}=\beta _{0}+\beta _{1}x_{i}+\varepsilon _{i},\quad i=1,\dots ,n.\!}
في الانحدار الخطي المتعدد، توجد عدة متغيرات مستقلة أو دوال من المتغيرات المستقلة. مثال ذلك، إضافة عنصر في xi2 للانحدار السابق يعطي:
قطع مكافئ: {\displaystyle y_{i}=\beta _{0}+\beta _{1}x_{i}+\beta _{2}x_{i}^{2}+\varepsilon _{i},\ i=1,\dots ,n.\!}
ما زال هذا انحداراً خطياً، بالرغم من أن التعبير على الطرف الأيمن هو دالة تربيعية في المتغير المستقل{\displaystyle x_{i}}، لكنه لايزال خطياً في الوسائط {\displaystyle \beta _{0}}, {\displaystyle \beta _{1}} و{\displaystyle \beta _{2}.}
في كلا الحالتين، {\displaystyle \varepsilon _{i}} ليست حد خطأ و{\displaystyle i} تدل على ملاحظة معينة. لو كان لدينا عينة عشوائية من التعداد السكاني، يمكننا تقدير وسائط السكان وإيجاد نموذج الانحدار الخطي للعينة:
{\displaystyle y_{i}={\widehat {\beta }}_{0}+{\widehat {\beta }}_{1}x_{i}+e_{i}.}
الحد {\displaystyle e_{i}} يمثل الراسب، {\displaystyle e_{i}=y_{i}-{\widehat {y}}_{i}}. أحد طرق التقدير تتمثل في أقل التربيعات الاعتيادية، SSE:
{\displaystyle SSE=\sum _{i=1}^{N}e_{i}^{2}.\,}
تبسيط هذه الدالة ينجم عنه مجموعة من معادلات اعتيادية، يتم حلها لإيجاد تقديرات الوسيط، {\displaystyle {\widehat {\beta }}_{0},{\widehat {\beta }}_{1}}.
في حالة الانحدار الخطي البسيط، تكون صيغ تقديرات أقل التربيعات:
{\displaystyle {\widehat {\beta _{1}}}={\frac {\sum (x_{i}-{\bar {x}})(y_{i}-{\bar {y}})}{\sum (x_{i}-{\bar {x}})^{2}}}{\text{ and }}{\hat {\beta _{0}}}={\bar {y}}-{\widehat {\beta _{1}}}{\bar {x}}}
حيث {\displaystyle {\bar {x}}} المتوسط الحسابي (لقيم {\displaystyle x} و{\displaystyle {\bar {y}}} متوسط قيم {\displaystyle y}.
على افتراض أن حد الخطأ السكاني ذو تباين ثابت، تعطى تقديرات التباين بالعلاقة: {\displaystyle {\hat {\sigma }}_{\varepsilon }^{2}={\frac {SSE}{N-2}}.\,}
ويطلق عليها خطأ مربع المتوسط (MSE) للانحدار. تعطى الأخطاء المعيارية لتقديرات الوسيط بالعلاقة:{\displaystyle {\hat {\sigma }}_{\beta _{0}}={\hat {\sigma }}_{\varepsilon }{\sqrt {{\frac {1}{N}}+{\frac {{\bar {x}}^{2}}{\sum (x_{i}-{\bar {x}})^{2}}}}}}
{\displaystyle {\hat {\sigma }}_{\beta _{1}}={\hat {\sigma }}_{\varepsilon }{\sqrt {\frac {1}{\sum (x_{i}-{\bar {x}})^{2}}}}.}

## وصلات خارجية
- تحليل الانحدار، دراسة البواقي